# Barneveldse Beek
De Barneveldse Beek of Flierbeek is een beek in de Gelderse Vallei, in het midden van Nederland. De beek en zijn zijbeken, zorgt voor een belangrijk deel van de afwatering van het centrale deel van de Gelderse Vallei. De Barneveldse Beek en zijn stroomgebied, wordt onderhouden door het Waterschap Vallei en Veluwe.

## Ligging
De Barneveldse Beek begint ongeveer op de grens van de Veluwe en de Gelderse Vallei, tussen het dorp Harskamp en de buurtschap Essen, ongeveer op de grens van de gemeenten Ede en Barneveld. Hiervandaan stroomt de beek naar het westen, ten zuiden van Kootwijkerbroek en vormt voor lange tijd de grensbeek tussen de gemeenten Ede en Barneveld. Aangekomen bij het dorp Barneveld is het al een aanzienlijke beek geworden en stroomt de beek verder door het zuidelijke deel van het dorp en vormt de grens tussen de woonwijken Barneveld-Zuid en de nieuwbouwwijk De Burgt.
De beek stroomt verder in noordnoordwestelijke richting en ten zuiden van de landgoederen Het Paradijs en Erica-Zuid stroomt de Kleine Barneveldse Beek in de Barneveldse Beek. Hierna vormt de beek, ten noordwesten van het dorp Achterveld voor ruim een kilometer de grens van de provincies Gelderland en Utrecht en stroomt daarna de Utrechtse gemeente Leusden binnen. Ten noorden van het dorpje Stoutenburg stromen respectievelijk de Esvelderbeek en de Hoevelakense Beek in de Barneveldse Beek. Hierna stroomt de beek naar het zuidwesten en stroomt Amersfoort binnen.
Aangekomen in Amersfoort, in de wijk Schuilenburg mondt de Barneveldse Beek uit in het Valleikanaal via de Barneveldse Sluis. Dit kanaal komt ten noordwesten van de oude binnenstad uit in de rivier de Eem en stroomt vervolgens uit in het Eemmeer.

## Stuwen en vispassages
In de Barneveldse Beek liggen meer dan 20 stuwen noodzakelijk om het waterpeil te reguleren. Het Waterschap Vallei en Veluwe heeft vistrappen aangelegd bij deze stuwen. De stuwen belemmerden de doorgang en met de passages kunnen de vissen langs de stuwen heen zwemmen en zo langs de hele beek komen. Begin 2020 waren 13 stuwen in de Barneveldse Beek vispasseerbaar gemaakt.